# Michael Herz
Michael Herz (New York, 9 maggio 1949) è un regista, attore, sceneggiatore e produttore cinematografico statunitense.

## Biografia
È il fondatore, insieme a Lloyd Kaufman, e vicepresidente della Troma, la più celebre casa di produzione indipendente statunitense. Insieme a Kaufman ha diretto i più grandi successi della Troma, come The Toxic Avenger, Sgt. Kabukiman N.Y.P.D. e Class of Nuke 'Em High. Se Lloyd Kaufman è il volto pubblico della Troma, Herz si occupa principalmente dell'aspetto finanziario della casa di produzione, e non ama apparire in pubblico e nei film.

## Filmografia

### Regista
- Squeeze Play! (co-regia con Lloyd Kaufman) (1979)
- Waitress! (co-regia con Lloyd Kaufman) (1982)
- Stuck on You! (co-regia con Lloyd Kaufman) (1983)
- The First Turn-On! (co-regia con Lloyd Kaufman) (1983)
- The Toxic Avenger (co-regia con Lloyd Kaufman) (1984)
- Class of Nuke 'Em High (co-regia con Lloyd Kaufman e Richard W. Haines) (1986)
- Troma's War (co-regia con Lloyd Kaufman) (1988)
- The Toxic Avenger Part II (co-regia con Lloyd Kaufman) (1989)
- The Toxic Avenger Part III: The Last Temptation of Toxie (co-regia con Lloyd Kaufman) (1989)
- Sgt. Kabukiman N.Y.P.D. (co-regia con Lloyd Kaufman) (1991)
- The Troma System (documentario) (co-regia con Lloyd Kaufman) (1993)